# Bardejov
Bardejov (pronunciationⓘ; tiếng Đức: Bartfeld, tiếng Hungary: Bártfa, tiếng Ba Lan: Bardiów) là một thị trấn tại Đông Bắc Slovakia. Nó nằm trong khu vực Šariš, thượng lưu sông Topľa, trên các ngọn đồi của dãy núi Beskyd. Thị trấn hiện có rất nhiều di tích văn hóa của một thị trấn thời trung cổ được bảo quản nguyên vẹn. Nó đã được công nhận là một di sản thế giới của UNESCO và hiện đang duy trì dân số khoảng 30.000 người.

## Lịch sử
Lãnh thổ của Bardejov ngày nay đã thu hút những người định cư từ thời đại đồ đá. Tuy nhiên, tài liệu tham khảo bằng văn bản đầu tiên về thị trấn có từ những năm 1240, khi các tu sĩ từ Bardejov than vãn với vua Béla IV của Hungary về việc Prešov xâm phạm về ranh giới thị trấn. Bởi thời điểm đó Nhà thờ chính tòa Thánh Egidius đã được xây dựng. Được xây dựng rất kiên cố vào thế kỷ 14, thị trấn trở thành trung tâm thương mại với Ba Lan. Hơn 50 phường hội đã kiểm soát nền kinh tế hưng thịnh. Bardejov giành được vị thế của một thị trấn hoàng gia vào năm 1376, sau đó trở thành một thị trấn hoàng gia tự do. Thời kỳ hoàng kim của thị trấn kết thúc vào thế kỷ 16, khi một số cuộc chiến tranh, đại dịch và các thảm họa khác ập đến với đất nước.
Đầu thế kỷ 18, tình hình được cải thiện. Người Slovak và Do Thái giáo Hasidim đến Bardejov với số lượng lớn. Đến cuối thế kỷ, dân số của thị trấn đã đạt được như trong thế kỷ 16. Nhà của những người dân thị trấn đã được xây dựng lại hoặc sửa đổi để phù hợp với kiểu kiến trúc hiện tại. Một khu phố Do Thái với Hội đường Do Thái giáo, lò mổ và các phòng tắm nghi lễ đã phát triển ở vùng ngoại ô phía tây bắc. Các nhà thờ và cầu mới cũng được xây dựng.

## Dân số
| Năm            | 1994   | 2004   | 2014   | 2024   |
| -------------- | ------ | ------ | ------ | ------ |
| Số lượng người | 32.800 | 33.400 | 33.060 | 29.788 |
| Sự khác biệt   |        | +1,82% | −1,01% | −9,89% |

| Năm            | 2023   | 2024   |
| -------------- | ------ | ------ |
| Số lượng người | 29.964 | 29.788 |
| Sự khác biệt   |        | −0,58% |

## Thành phố kết nghĩa
Bardejov kết nghĩa với các thành phố:
| - Mogilev, Belarus - Ashtabula, Hoa Kỳ - Sremski Karlovci, Serbia - Molde, Na Uy - Calais, Pháp - Slovenj Gradec, Slovenia - Kaštela, Croatia - Mikulov, Cộng hòa Séc - Přerov, Cộng hòa Séc | - Česká Lípa, Cộng hòa Séc - Tiachiv, Ukraina - Montemarciano, Ý - Gorlice, Ba Lan - Zamość, Ba Lan - Krynica, Ba Lan - Jasło, Ba Lan - Muszyna, Ba Lan |